# Проклятие мачехи
Проклятие мачехи (англ. Homebound) — британский фильм ужасов 2021 года, снятый режиссёром Себастьяном Годвином. Премьера состоялась 1 апреля 2022 года в Великобритании, а в России фильм вышел 15 сентября 2022 года.

## Сюжет
После свадьбы с Ричардом Холли переезжает в его загородный дом, где живут его дети от первого брака — подросток Люсия и младший сын Ной. С самого начала дети враждебно встречают новую мачеху, а в доме начинают происходить странные и пугающие события. Холли ощущает присутствие некой тёмной сущности, которая, кажется, пытается предупредить её об опасности. Постепенно она узнаёт жуткие тайны семьи и понимает, что проклятие связано не только с домом, но и с её новой ролью в этой семье.

## В ролях
- Том Гудман-Хилл — Ричард
- Эшлин Лофтус — Холли
- Рэффиелла Чепмен — Люсия
- Хатти Готобед — Ной
- Люк Пирсон — призрак

## Производство
Фильм снимался с 3 июля по 10 августа 2018 года в усадьбе Уиветон-холл (Норфолк, Великобритания). Локация была выбрана из-за её готической атмосферы, которая идеально подошла для создания тревожной и мрачной обстановки.
Режиссёр и сценарист Себастьян Годвин вдохновлялся классическими хоррорами 1970-х, такими как «Изгоняющий дьявола» и «Ребёнок Розмари», чтобы создать напряжённую психологическую историю с элементами сверхъестественного.

## Критика
Фильм получил смешанные отзывы. На IMDb его рейтинг составляет 5,1/10, а на Rotten Tomatoes — 43 % свежести. Критики отметили атмосферность и игру актёров, но некоторые сочли сюжет предсказуемым.